# Antonio Rueda Sánchez-Malo
Antonio Rueda Sánchez-Malo (Pamplona, 7 de mayo de 1911-Madrid, 24 de febrero de 1975) fue un fiscal, economista y político español que desempeñó cargos de relevancia durante el régimen franquista. Fue gobernador civil de las provincias de Almería (1945-1946), Cáceres (1946-1956), Álava (1956-1961), Navarra (1961-1962) y Valencia (1962-1973).

## Biografía
Nacido en Pamplona en 1911, era hijo del coronel de Artillería Tirso Rueda Marín y Josefa Sánchez-Malo. 
Doctor en Derecho y Licenciado en Ciencias Económicas. 
En 1935, accede, con brillantes notas, al Ministerio Fiscal, siendo su primer destino la Audiencia Provincial de Lugo. Es en esta misma ciudad donde le sorprendió el estallido de la Guerra Civil, uniéndose rápidamente a las filas del bando nacional, en las que, sirvió primero como soldado de Artillería, para más tarde hacerlo en el Cuerpo Jurídico Militar.
Finalizada la contienda ingresó como auditor en el Cuerpo Jurídico Militar del Aire.
En 1944 accedió a la jefatura de la Sección de Conducta de la Subdirección General de Libertad Vigilada.
A principios de 1946 fue gobernador civil de Almería. Dicho puesto lo desempeñó hasta noviembre del mismo año. Relevaba en el cargo a Manuel García del Olmo.
En 1946 fue nombrado gobernador civil de Cáceres, cargo que ostentó hasta 1956. Durante su etapa extremeña destacó su activa participación en el desarrollo de la provincia en tiempos difíciles de posguerra.
En 1956 es designado gobernador civil de Álava, cargo del que cesaría en 1961. Sucedió en el puesto a Luis Martín-Ballestero.
Entre 1961 y 1962 es nombrado gobernador civil de Navarra.
Finalmente, su último destinó como gobernador civil fue Valencia, provincia en la que estuvo entre 1962 y 1973.
En enero de 1973 pasó a ocupar la subsecretaría del Ministerio de la Gobernación, en aquel momento en manos de Tomás Garicano Goñi. Dicho cargo lo ostentó por poco tiempo pues fue cesado en junio de 1973, coincidiendo con el nombramiento de Arias Navarro como ministro de Gobernación. 
Falleció en Madrid a los 63 años de edad. Fue enterrado en el Cementerio de Nuestra Señora de la Almudena, Madrid.

## Vida familiar
Contrajo matrimonio con Amparo Quintero Aparicio, con la que tuvo ocho hijos.

## Condecoraciones
- Gran Cruz de la Orden del Mérito Civil.
- Gran Cruz de la Orden de Cisneros.
- Gran Cruz de la Orden Imperial del Yugo y las Flechas.
- Comendador de la Orden de Alfonso X.
- Medalla de Oro del Trabajo (1970).
- Gran Cruz de Isabel La Católica (1973).[9]
- Medalla de Oro de la ciudad de Vitoria.
- Medalla de Oro de la Provincia de Valencia.

## Reconocimientos
- Hijo Adoptivo de Cáceres (1956).[10]
- Hijo Adoptivo de Valencia.

En la década de los 70, como agradecimiento a sus servicios prestados, se decidió darle el nombre de 'Antonio Rueda' a un grupo de viviendas de carácter social construido en Valencia.
Entre 1972 y 1979 hubo en Barxeta un colegio que recibió el nombre de 'Grupo Escolar Mixto Antonio Rueda y Sánchez-Malo'.
Hasta 2007 hubo en Amurrio un centro escolar que llevaba su nombre, el Colegio de Educación Primaria Antonio Rueda.
Entre 1970 y 1980 en Quatretonda (Valencia) el grupo escolar llevaba su nombre, después y hasta la actualidad pasó a llamarse Rafael Altamira. Popularmente se decía: Antonio Rueda y Sanchez-malo "Biscuter" que era un modelo de coche primitivo de chapa metálica y madera. dsa